# Nintendo World
A Nintendo World foi uma revista mensal brasileira sobre notícias e estratégias sobre jogos eletrônicos da Nintendo.

## História

### Projeto 0
Nos primórdios da revista, foi denominado Projeto 0 uma revista-demonstração, feita por funcionários da Gradiente (a representante comercial da Nintendo no Brasil na época), entre eles Pablo Miyazawa (atual editor da revista Rolling Stone) e Eduardo Trivella (um dos editores atuais da revista NGamer Brasil). A ideia da publicação veio de André Forastieri, que contactou a Nintendo of America, que por sua vez recomendou-lhe que contactasse a Gradiente para que os rumos da publicação fossem tomados. O Projeto 0 não foi comercializado na época, serviu apenas para demonstrar para a Nintendo como a revista se parecia graficamente, já que a maior parte de seus textos eram falsos. Os poucos verdadeiros foram reaproveitados nas edições seguintes. Em 2016 a revista foi reproduzida como um fac-símile e vendida exclusivamente na loja virtual Popster.

### Lançamento
Em 5 de setembro de 1998 a revista foi lançada. No lançamento, a revista tinha a seguinte equipe: André Forastieri (editor-chefe; o mentor da ideia); Marcelo Del Greco e Ricardo Matsumoto (editores-assistentes); Rogério Motoda e Pablo Miyazawa (redatores); José Carlos Assumpção e Eurico Sakamoto (arte); Eduardo Trivella (editor-contribuinte).
Ainda sob o comando de Forastieri, foi estabelecido um padrão que viria a ser seguido por anos: toda a primeira edição do ano, traria um número de dicas corresponde ao número do ano. A ideia para isso veio da capa da edição 5 (janeiro/1999), que trazia as melhores 1234 dicas. Os anos em que esse padrão foi seguido foram: 2000, 2003, 2004 e 2005. A manchete era sempre a mesma (exceto por 2004): As melhores [número do ano] dicas, truques e códigos.

### Edição 37
A edição 37 (setembro/2001) marcou de certa forma a história de sucesso da revista. Era época de lançamento do GameCube, o quinto console da Nintendo. A Nintendo World fez a capa da edição que comemorava o cubo assim: Mario segurava o console (que irradiava uma luz dourada), como se fosse oferecê-lo ao leitor, como um bebê recém-nascido, e escrita a palavra Nasceu logo abaixo, grafada em dourado.

### Edição 50
A edição 50 (outubro/2002), muito comemorada, novamente (assim como na edição 37) teve uma capa simples. Trazia Samus (outra personagem da Nintendo, criada por Gunpei Yokoi) como se caísse no fundo branco da capa. Apesar da comemoração pelas cinquenta edições, a revista também trazia uma notícia triste: a Rare, responsável por jogos importantes como [[Donkey Kong Country] e Banjo-Kazooie, deixara de produzir jogos para o GameCube (o último foi Star Fox Adventures: Dinosaur Planet), pois fora comprada pela Microsoft. A desenvolvedora inglesa somente ficaria encarregada pelos remakes da trilogia Donkey Kong Country no Game Boy Advance por ser proprietária da engine dos jogos.

### Invasão Wii
A partir da edição 95 (maio/2006), começou a chamada Invasão Wii. Não foi uma invasão propriamente dita, na verdade foi uma preparação para o lançamento do console Wii.
Devido a essa invasão, a Nintendo World parou gradativamente de falar do GameCube. Apesar disso, a edição 98 (agosto/2006) trouxe uma matéria com a manchete O GameCube ainda reina!. Ela relatava os lançamentos para o cubo ainda previstos.

### Edição 100
A tão aguardada edição 100 (outubro/2006) foi muito comemorada. Trazia uma matéria sobre toda a trajetória de sucesso da revista. A seção Retrô contava a história de sucesso de todas as edições do GameBoy (o console portátil da Nintendo) e também a história dos três primeiros consoles da Nintendo: Nintendo Entertainment System (NES), Super Nintendo Entertainment System (Super NES) e o Nintendo 64 (N64).

### Crise
Logo após a edição 100 houve uma notável "crise" na revista. A edição 101 foi lançada dentro do prazo, mas a edição 102, prevista para dezembro de 2006, chegou apenas no mês seguinte. Na parte do Correio N, estava escrito o seguinte aviso: A sua Nintendo World está passando por algumas mudanças e agora está nas bancas de dois em dois meses. Estamos esquentando as turbinas quando acontecer a grande invasão do Wii, já em 2007. Aguarde grandes novidades!.
Esse esquema seguiu-se pelos quatro bimestres seguintes, até que a edição 107 não teve seu lançamento em outubro de 2007, como era previsto pelo sistema bimestral. Acabou que esta edição só chegou as bancas em novembro do mesmo ano. Mas veio acompanhada de notícia que de que a Nintendo World voltaria a ser mensal. O lançamento da edição 108 no mês seguinte tornou isso uma realidade. No entanto, a edição 109 não chegou no prazo previsto.

### "Renascimento"
Em março de 2008 edição 109 foi publicada, com um novo editor-chefe, Orlando Ortiz. A partir desta data a revista voltou a ser publicada mensalmente. Sua última edição foi a de número 201, publicada em abril de 2017.